# 马耶拉托
马耶拉托（義大利語：Maierato），是意大利维博瓦伦蒂亚省的一个市镇。总面积39平方公里，人口2298人，人口密度58.9人/平方公里（2009年）。